# Teucholabis (Paratropesa) nigrocoxalis
Teucholabis (Paratropesa) nigrocoxalis is een tweevleugelige uit de familie steltmuggen (Limoniidae). De soort komt voor in het Neotropisch gebied.